# Juniorenweltmeisterschaften im Boxen
Die Juniorenweltmeisterschaften im Boxen wurden von 1979 bis 2006 fast regelmäßig im Zweijahresrhythmus unter den Regeln der AIBA ausgetragen. Durch Einführung neuer Altersklassen wurde der Umfang der Juniorenweltmeisterschaften nach 2006 reduziert. So wurden für die 17- bis 19-Jährigen die Jugend-Weltmeisterschaften, die 2008 das erste Mal in Guadalajara ausgetragen wurden, eingeführt. Die Jugend-Weltmeisterschaften ersetzen seitdem die alten Juniorenweltmeisterschaften. Von 2001 bis 2007 fanden zudem Kadetten-Weltmeisterschaften statt; teilnahmeberechtigt waren 15- und 16-jährige Boxer. Seit 2009 werden die Kadetten-Weltmeisterschaften von den neuen Juniorenweltmeisterschaften ersetzt; selbstverständlich haben deshalb nur noch Boxer im Alter von 15 und 16 Jahren ein Teilnahmerecht.
Für weibliche Boxer dieser Altersklassen gibt es die Jugend- und Junioren-Weltmeisterschaften der Frauen.

## Juniorenweltmeisterschaften (Neu)
| Vorgänger → Kadetten-Weltmeisterschaften | Vorgänger → Kadetten-Weltmeisterschaften | Vorgänger → Kadetten-Weltmeisterschaften | Vorgänger → Kadetten-Weltmeisterschaften | Vorgänger → Kadetten-Weltmeisterschaften |
| Nr.                                      | Jahr                                     | Ort                                      | Land                                     | Artikel                                  |
| ---------------------------------------- | ---------------------------------------- | ---------------------------------------- | ---------------------------------------- | ---------------------------------------- |
| 1                                        | 2009                                     | Jerewan                                  | Armenien                                 | Details                                  |
| 2                                        | 2011                                     | Astana                                   | Kasachstan                               | Details                                  |
| 3                                        | 2013                                     | Kiew                                     | Ukraine                                  | Details                                  |
| 4                                        | 2015                                     | Sankt Petersburg                         | Russland                                 | Details                                  |
| 5                                        | 2023                                     | Jerewan                                  | Armenien                                 | Details                                  |

## Juniorenweltmeisterschaften (Alt)
| Nachfolger → Jugend-Weltmeisterschaften | Nachfolger → Jugend-Weltmeisterschaften | Nachfolger → Jugend-Weltmeisterschaften | Nachfolger → Jugend-Weltmeisterschaften | Nachfolger → Jugend-Weltmeisterschaften |
| Nr.                                     | Jahr                                    | Ort                                     | Land                                    | Artikel                                 |
| --------------------------------------- | --------------------------------------- | --------------------------------------- | --------------------------------------- | --------------------------------------- |
| 1                                       | 1979                                    | Yokohama                                | Japan                                   | Details                                 |
| 2                                       | 1983                                    | Santo Domingo                           | Dominikanische Republik                 | Details                                 |
| 3                                       | 1985                                    | Bukarest                                | Rumänien                                | Details                                 |
| 4                                       | 1987                                    | Havanna                                 | Kuba                                    | Details                                 |
| 5                                       | 1989                                    | Bayamón                                 | Puerto Rico                             | Details                                 |
| 6                                       | 1990                                    | Lima                                    | Peru                                    | Details                                 |
| 7                                       | 1992                                    | Montreal                                | Kanada                                  | Details                                 |
| 8                                       | 1994                                    | Istanbul                                | Türkei                                  | Details                                 |
| 9                                       | 1996                                    | Havanna                                 | Kuba                                    | Details                                 |
| 10                                      | 1998                                    | Buenos Aires                            | Argentinien                             | Details                                 |
| 11                                      | 2000                                    | Budapest                                | Ungarn                                  | Details                                 |
| 12                                      | 2002                                    | Santiago de Cuba                        | Kuba                                    | Details                                 |
| 13                                      | 2004                                    | Jeju-si                                 | Südkorea                                | Details                                 |
| 14                                      | 2006                                    | Agadir                                  | Marokko                                 | Details                                 |